# Paolo Pannelli
Paolo Pannelli (2 gennaio 1676 – 6 gennaio 1759) è stato un pittore italiano attivo soprattutto a Verona.
Iniziò ad interessarsi della pittura in età avanzata frequentando la scuola di Sante Prunati. Durante la sua carriera eseguì opere di buon gusto, riguardo all'armonia e alla mescolanza dei colori. Per l'oratorio di San Biagio, oggi non più esistente, realizzò un quadro raffigurante Giuseppe in prigione mentre per la chiesa delle Monache di San Domenico uno con rappresentato il santo titolare. Della chiesa di Sant'Eufemia di Verona è la tela posta sulla destra del presbiterio, dove Pannelli raffigurò un Martirio di sette santi agostiniani. Tra i suoi allievi figura Gian Battista Burato.